# Juan Diego Madrigal
Juan Diego Madrigal Espinoza (San José, 21 de mayo de 1987) es un futbolista costarricense que juega como lateral derecho.

## Selección nacional
Juan Diego Madrigal fue parte del equipo nacional que participó en la eliminatoria rumbo a la Copa Mundial de 2014, realizada en Brasil.

## Clubes
| Club               | País       | Año               |
| ------------------ | ---------- | ----------------- |
| Municipal Liberia  | Costa Rica | 2010              |
| Barrio México      | Costa Rica | 2010 - 2011       |
| Santos de Guapilés | Costa Rica | 2011 - 2012       |
| Fredrikstad FK     | Noruega    | 2013              |
| Deportivo Saprissa | Costa Rica | 2013              |
| C.S Cartaginés     | Costa Rica | 2014 - 2016       |
| Municipal Liberia  | Costa Rica | 2016              |
| Santos de Guápiles | Costa Rica | 2017 - 2022       |
| Sporting F.C       | Costa Rica | 2022 - 2023       |
| Santos de Guápiles | Costa Rica | 2023 - actualidad |

## Palmarés

#### Títulos nacionales
| Título                       | Equipo             | País       | Año  |
| ---------------------------- | ------------------ | ---------- | ---- |
| Torneo de Copa de Costa Rica | Deportivo Saprissa | Costa Rica | 2013 |
| Torneo de Copa de Costa Rica | C. S. Cartaginés   | Costa Rica | 2014 |
| Torneo de Copa de Costa Rica | C. S. Cartaginés   | Costa Rica | 2015 |

#### Títulos internacionales
| Título     | Equipo     | Sede           | Año  |
| ---------- | ---------- | -------------- | ---- |
| Copa UNCAF | Costa Rica | Costa Rica     | 2013 |
| Copa UNCAF | Costa Rica | Estados Unidos | 2014 |